# Karl Schlesinger (Maler)

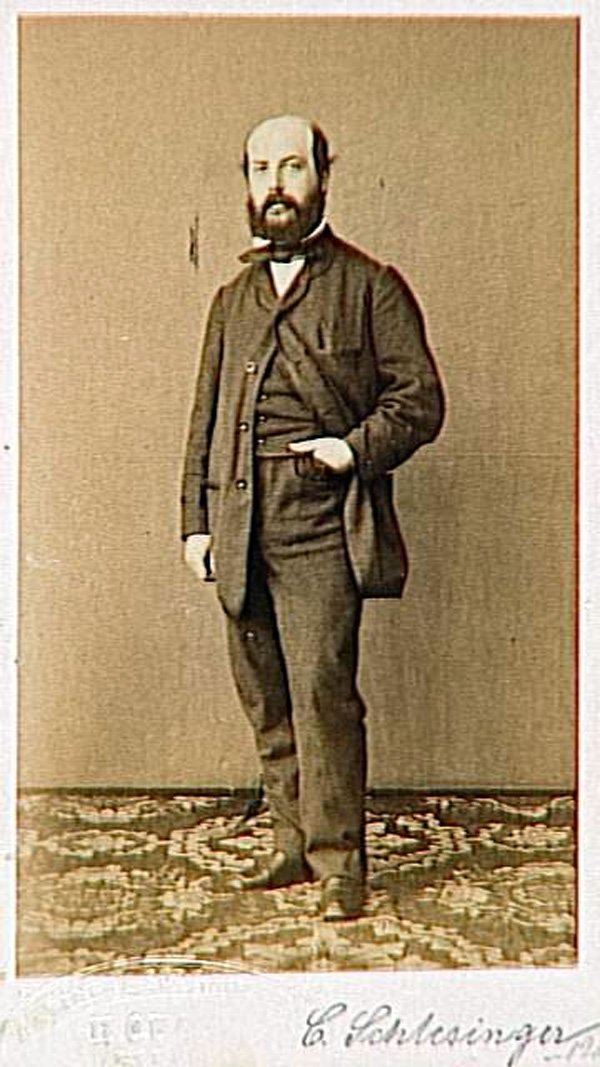
Karl Schlesinger, Foto Arnold Overbeck, Gebr. G. & A. Overbeck in Düsseldorf

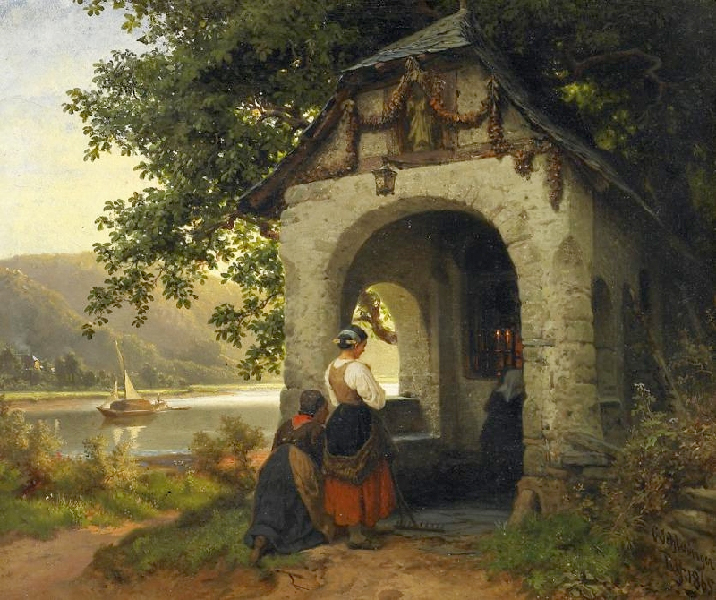
Kapelle an der Mosel

Carl Schlesinger (* 23. März 1825 in Lausanne; † 12. Juni 1893 in Düsseldorf) war ein schweizerisch-deutscher Genre- und Landschaftsmaler.
Schlesinger begann seine Malerlehre in Hamburg bei Gerdt Hardorff und Hermann Kauffmann und setzte sie 1844 an der Prager Akademie bei Christian Ruben fort. 1850 kam er nach Antwerpen, wo er unter Dyckmans seine Lehre beendete. 
Ab 1852 wohnte er in Düsseldorf, wo sein Bruder Felix, der wie er der Düsseldorfer Schule zugerechnet wird, eine Ausbildung an der Akademie und bei Rudolf Jordan erhalten hatte. Von dort unternahm er viele Studienreisen. Von 1852 bis 1893 gehörte Schlesinger dem Künstlerverein Malkasten an. Er war zudem Mitglied im Hamburger Künstlerverein von 1832.